# Fallen (Fliehende-Stürme-Album)
Fallen ist das dritte Album der deutschen Depro-Punk-/Dark-Wave-Band Fliehende Stürme.

## Entstehung
Das Album wurde im Zeitraum vom Herbst 1994 bis zum Frühjahr 1995 im B.A.-Studio in Stuttgart aufgenommen und von Dierk Budde und der Band abgemischt. Am 9. Mai 1995, nach Fertigstellung des Albums, starb Thomas Löhr. „Aus Trotz, und um auch irgendwie weitermachen zu können“, stellte Andreas Löhr das folgende Album fertig und veröffentlichte dieses unter dem alten Namen Chaos Z.

## Titelliste
1. Alles falsch
2. Spieler
3. Schneetreiben
4. Tag der Armut
5. Zwei Namen
6. Springen
7. Gedankensudelei
8. Wolfsmensch
9. Schlagen
10. Es gibt mich nicht

## Stil
Das Album verbindet Punk- und Wave-Einflüsse, die von Dirk Jessewitsch „zwischen Siouxsie, Cure oder Pink Turns Blue“ und altem Punk vermutet werden. Der Zeitschrift Intro zufolge schließt das Album am vorigen Album Priesthill an, der Stil wurde dort als „[k]ompromißloser Wave-Punk im Stile von EA80“ beschrieben.
Andreas Löhr bezeichnet das Album als sehr introvertiert. Die Intro-Rezension hingegen beschreibt die Texte als „gedanklichen Exhibitionismus“, Andreas Löhr presse das Innere „mit jedem Wort nach außen“. Die in deutscher Sprache gehaltenen Liedtexte werden „beinahe gesprochen, manchmal fast geschrien“.

## Rezeption
Die Inhalte des Albums werden oft mit Thomas Löhrs Tod assoziiert. Dirk Jessewitsch von discover lobte die „Frische und handwerkliche Qualität, mit der Thomas und Andreas Löhr hier zu Werke gehen“. Ihn erinnere das Album an „Tom Diabo, der textlich und musikalisch ganz ähnlich agierte“. Der Rezensent des Intro schrieb, die Band stehe EA80 „weder in musikalischer noch in textlicher Hinsicht“ nach. Er attestierte der Band, vermutlich „wirklich in ihrer eigenen, düsteren Welt zu leben“, weshalb Musik und Texte „so stimmig und ohne das Gefühl von übertriebenem Pathos funktionieren“, der gedankliche Exhibitionismus sei „beängstigend und faszinierend zugleich“. Joachim Hiller vom Ox hingegen bemängelte, dass das Album nicht mehr viel mit Punk zu tun habe, und bezeichnete es als „Gruftiescheiße“. Matthias Mineur vom Metal Hammer schrieb, das Album klinge „auf den ersten Zugriff gewöhnungsbedürftig. [] Der Sound ist etwas zu dumpf, die Drums rumpeln, die Songs dagegen sind okay.“ Er vergab 4 von 7 Punkten.